# Freeman Glacier
Freeman Glacier är en glaciär i Antarktis. Den ligger i Östantarktis. Australien gör anspråk på området. Freeman Glacier ligger 63 meter över havet.
Terrängen runt Freeman Glacier är kuperad söderut, men norrut är den platt. Havet är nära Freeman Glacier åt nordväst.  Trakten är obefolkad. Det finns inga samhällen i närheten.